# جمعية مرشدات مالاوي
جمعية مرشدات مالاوي هي الجمعية الإرشادية الوطنية في ملاوي. تأسست في عام 1924 وأصبحت عضو في الجمعية العالمية للمرشدات وفتيات الكشافة في عام 1997. اعتبارا عام 2002 بلغ عدد أعضاء الجمعية 3375 عضو.